# Kalnište
Kalnište je obec na východním Slovensku v okrese Svidník. Žije zde 513 obyvatel.

## Symboly obce

### Znak
V zeleném štítu jsou stříbrné, překřížené sekery se zlatými topůrky nad pěti zlatými klasy objatými stříbrným srpem se zlatou rukojetí. Figury na znaku symbolizují pracovní motiv, připomínající tradiční zemědělství a práci v lese. Znak byl přijat obecním zastupitelstvem v roce 2000 a je zapsán v Heraldickém rejstříku SR pod číslem HR: K-175/2000. Autory znaku jsou Peter Kónya, Sergej Pančák a Leon Sokolovský.

### Vlajka
Vlajka obce o poměru stran 2:3 sestává ze tří vodorovných pruhů: žlutého, bílého a zeleného s poměrem šířek 1:2:3. Vlajka je ukončena třemi cípy o délce 1/3 listu.